# Світлова енергія
Світлова енергія — фізична величина, одна з основних світлових фотометричних величин. Характеризує здатність енергії, яка переноситься світлом, викликати у людини зорові відчуття. Є світловим аналогом енергії випромінювання, що входить до системи енергетичних величин. Виходить шляхом перетворення значень спектральної густини енергії випромінювання {\displaystyle Q_{e,\lambda }} за формулою скорочених фотометричних величин з використанням значень відносної спектральної світлової ефективності монохроматичного випромінення для денного зору {\displaystyle V(\lambda )};
{\displaystyle Q_{v}=K_{m}\cdot \int \limits _{380~nm}^{780~nm}Q_{e,\lambda }(\lambda )V(\lambda )d\lambda },
де Km — максимальна світлова віддача, що дорівнює в системі SI  683 лм/Вт. Її числове значення випливає безпосередньо з визначення кандели.
Одиницею вимірювання світлової енергії в SI є люмен·секунда (лм·с).
Зі світловим потоком {\displaystyle \Phi _{\vartheta }} світлова енергія пов'язана співвідношенням:
{\displaystyle Q_{v}(t)=\int _{0}^{t}\Phi _{v}(t')dt'},
де t — тривалість освітлення.